# Grauhorn
Il Grauhorn (3.260 m s.l.m.) è una montagna delle Alpi Lepontine situata tra il Canton Ticino ed il Canton Grigioni.

## Caratteristiche
La montagna si trova lungo la cresta che partendo dall'Adula sale verso il Pizzo di Cassimoi.

## Salita alla vetta
Si può salire sulla vetta partendo dalla Capanna Adula.